# Route forestière du Volcan
Route d'accès au piton de la Fournaise.

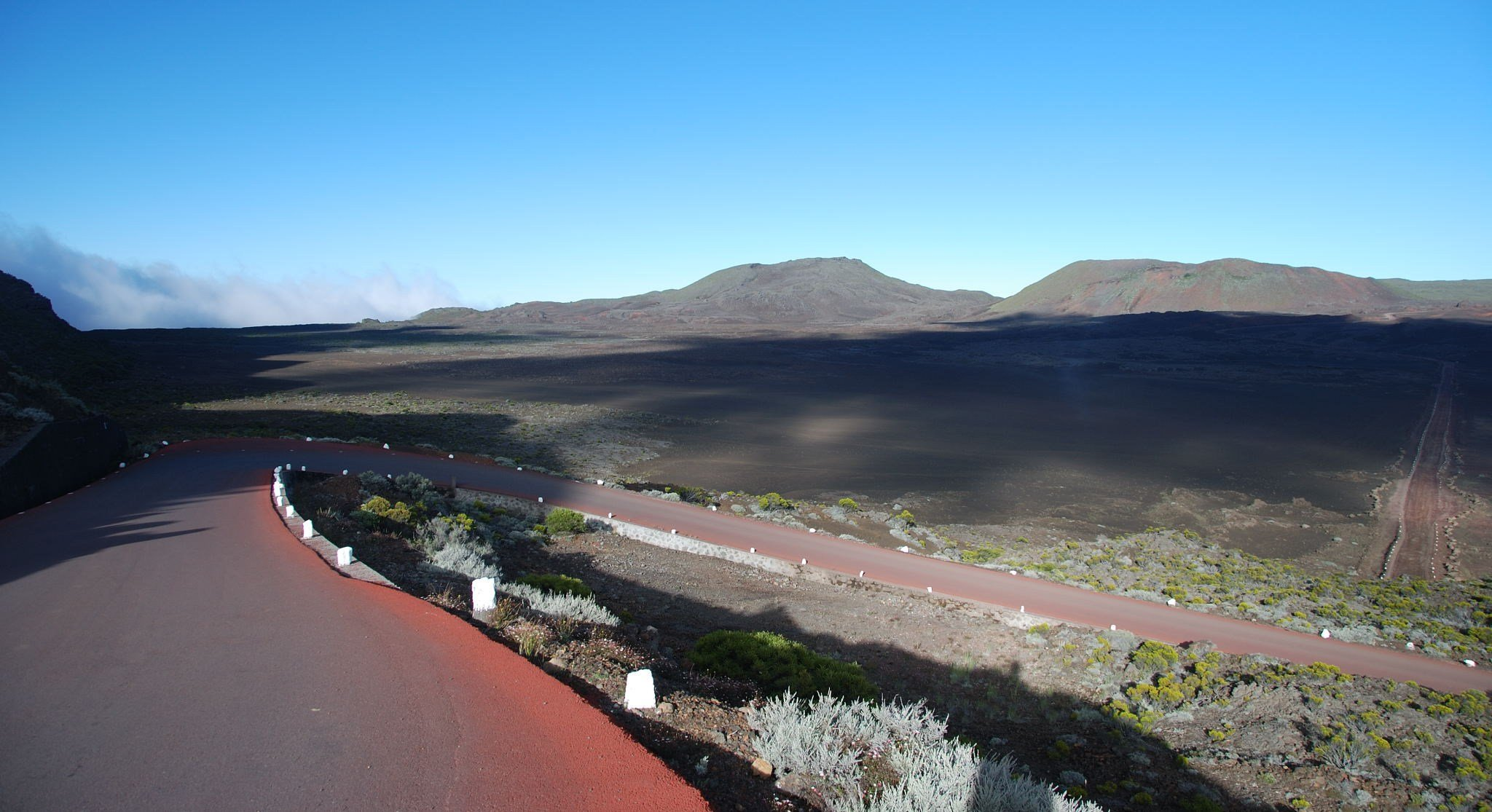
Vue depuis la route forestière du Volcan au pas des Sables.

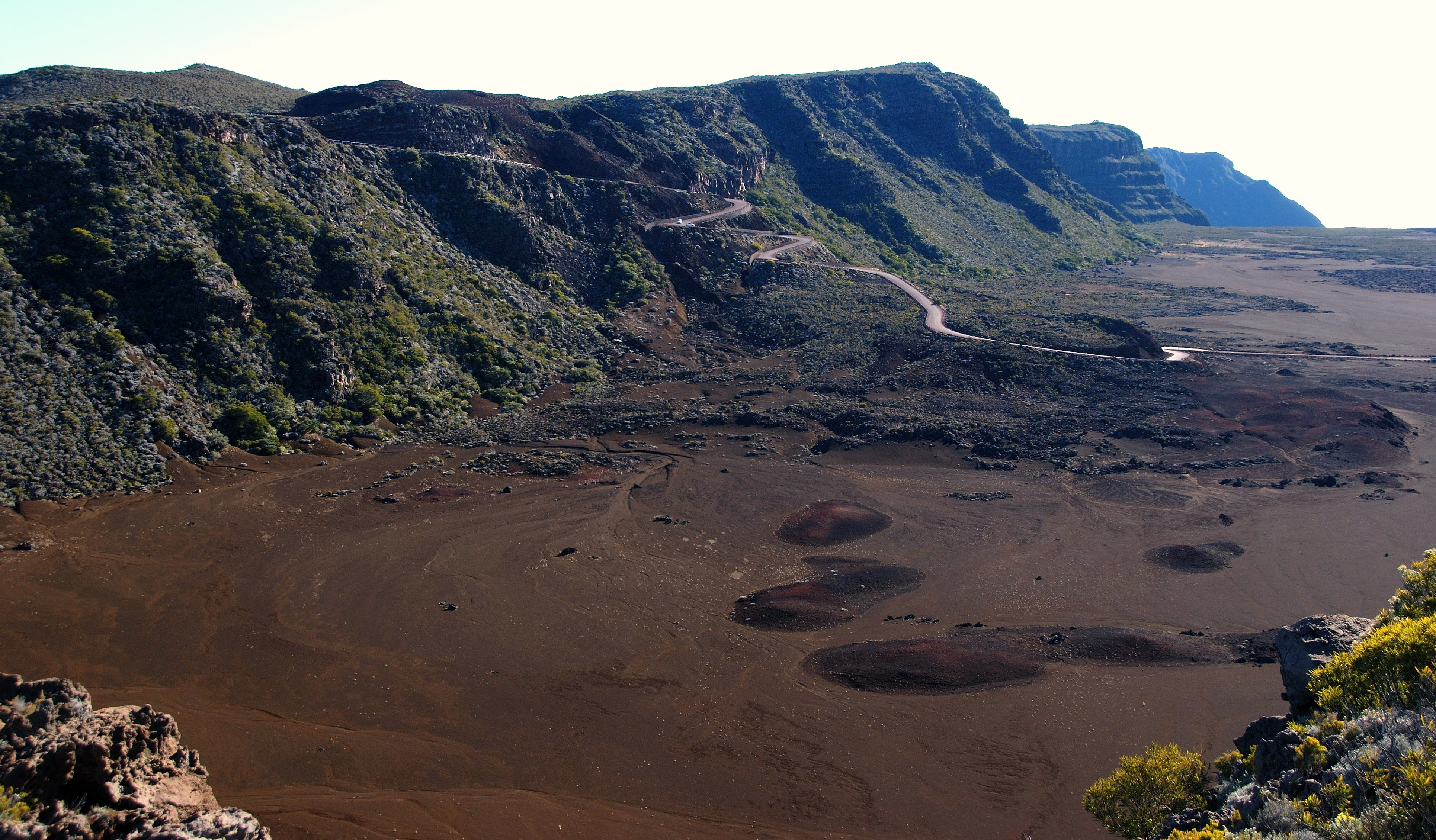
Aperçu général de la route forestière du Volcan au pas des Sables.

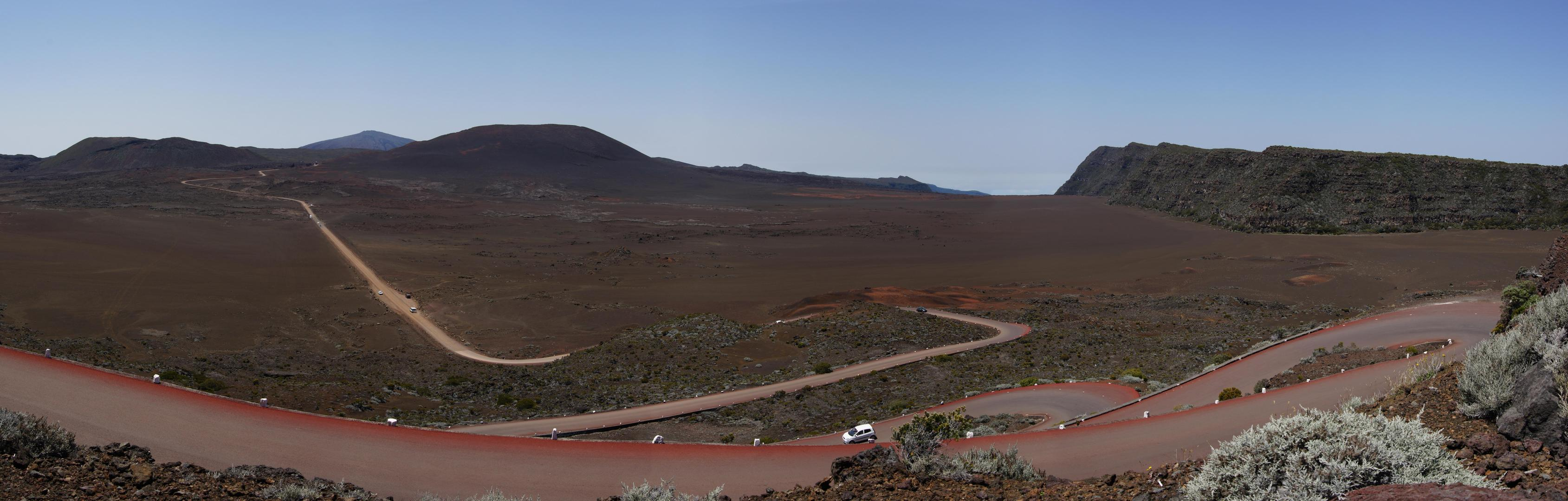
La route forestière du Volcan.

La route forestière du Volcan ou route forestière 5 est une route forestière de l'île de La Réunion, département d'outre-mer français situé dans l'océan Indien. Elle permet d'atteindre le bord de la caldeira du piton de la Fournaise.

## Présentation
Route de montagne ayant une importante dimension touristique, longue de 23 km, elle débute au niveau du village de Bourg-Murat, au cœur de la plaine des Cafres, un plateau des Hauts de la commune du Tampon. Elle parcourt ensuite le versant oriental du massif du Piton de la Fournaise jusqu'à atteindre le pas de Bellecombe-Jacob, un point de vue situé sur la commune de Sainte-Rose qui surplombe l'Enclos Fouqué, la dernière caldeira formée par le volcan du piton de la Fournaise.
Ce faisant, la route du Volcan traverse notamment la plaine des Remparts, située sur le territoire communal de Saint-Joseph, en laissant sur sa droite le cratère Commerson. Elle atteint ensuite le pas des Sables, un passage du rempart des Sables qui lui permet d'atteindre la plaine des Sables. Là, elle se transforme en une piste en scories qui se faufile entre le Demi-Piton et le piton Chisny avant d'atteindre sa destination finale, où se trouve un parking.
La route forestière du Volcan est une route touristique dont une bonne partie traverse le parc national de La Réunion. Elle est donc aménagée pour servir le tourisme réunionnais aussi bien extérieur que local. De fait, de nombreux autobus la parcourent, et elle sert de lieu de pique-nique pour les familles créoles, en tout cas si l'on en croit le célèbre morceau de la musique réunionnaise appelé Picnic chemin volcan, popularisé par le groupe Ousanousava dans les années 1990. Elle est le premier site touristique de l'île avec 500 000 visiteurs par an. Deux-tiers d'entre eux en profitent pour pique-niquer. Une application pour smartphone et tablette, Volcan de la Fournaise, permet depuis 2017 une visite guidée en 12 étapes,.

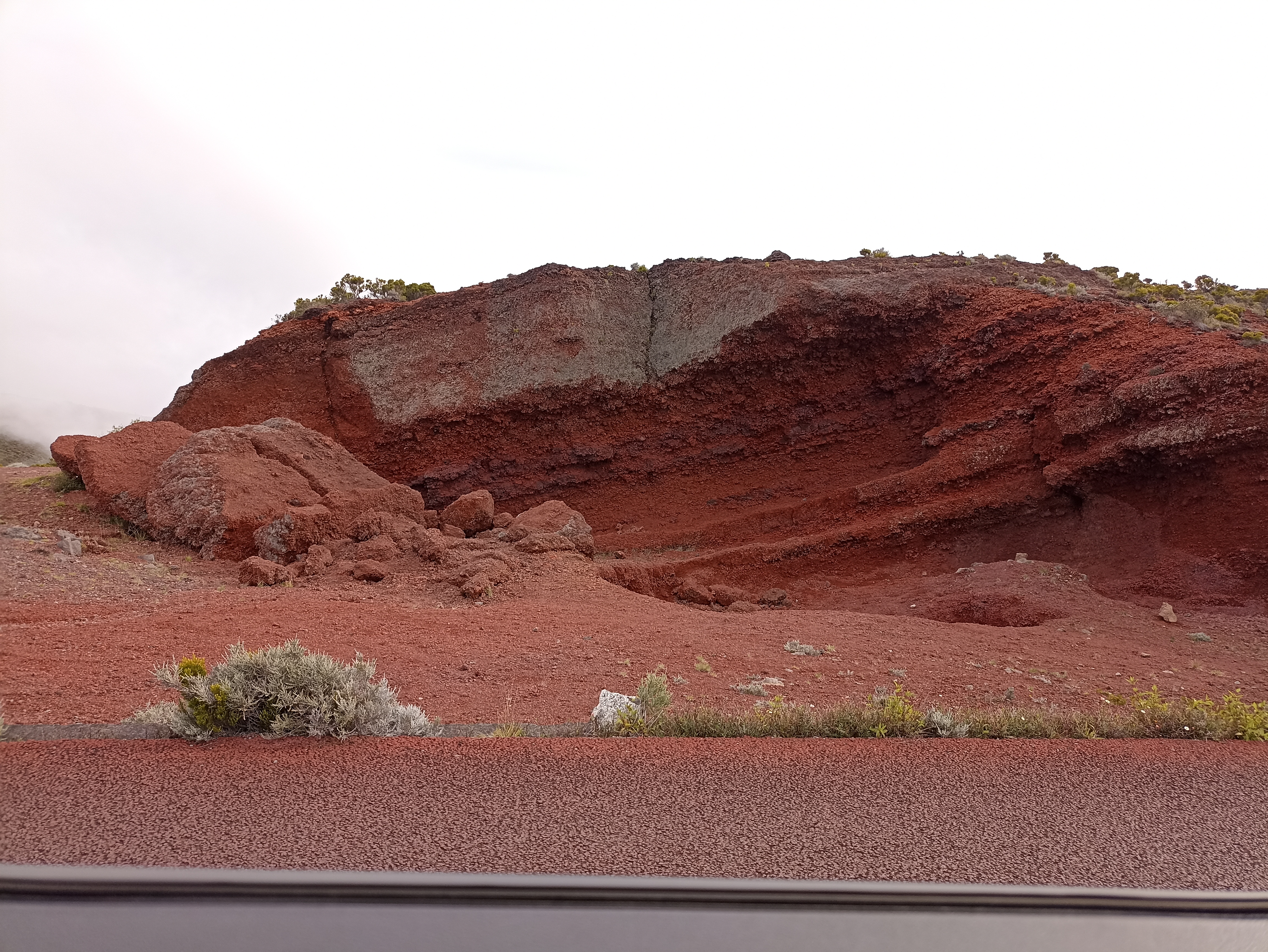
Vue depuis la route.

## Construction
- 1957 : Début des travaux.
- 1959 : Nez de Bœuf[3].
- 1966 : Cratère Commerson[3].
- 1968 : Pas de Bellecombe-Jacob[3].
- 2004 : Réfection généralisée sur 16 km de la partie revêtue depuis l'entrée de la forêt à la sortie du village de la Grande Ferme jusqu'au pas des Sables, consistant essentiellement à réutiliser sur place les revêtements bitumineux ou bétonnés antérieurs comme matériaux de fondation, à poser un géotextile de contention sur l'ensemble de la chaussée et à recouvrir d'un enrobé bitumineux[4]. Les travaux ont été financés par la Région afin « d'améliorer l'accessibilité aux usagers » et « de valoriser son potentiel touristique »[5]. Le montant des travaux s'élevait à environ 4 millions d'euros[6]. À partir du Nez de Bœuf, l'enrobé a été coloré à l'oxyde de fer rouge pour mieux s'intégrer au paysage environnant. Une retenue d'eau de 2 000 mètres cubes, servant de réserve pour la Défense de la forêt française contre les incendies, a été aménagée dans le fond de l'ancienne carrière du piton Lacroix.
- 2017 : Remise en état par le Conseil départemental, financeur et l'ONF maître d'oeuvre et aménagements touristiques de quatre sites : forêt du volcan peuplée de cryptomérias, Nez de Bœuf, cratère Commerson, pas des Sables ; suivront deux autres sites, le plateau de Nez de Boeuf en 2018 et le pas de Bellecombe-Jacob en 2019[1].